# Cabinho
Aquiles Fernando Kupfer (Caçador, 25 de dezembro de 1958), mais conhecido como Cabinho, é um ex-futebolista brasileiro que atuava como atacante. Teve grande destaque no futebol paraense, sendo o quinto maior artilheiro do Paysandu e figura importante também no último título estadual da Tuna Luso (em 1988). É o maior artilheiro do Paysandu considerando-se a partir da década de 1980.
Além de um jogador aguerrido e batalhador, Cabinho, de 1,77 metros e 74 quilogramas quando jogador, tinha boa velocidade, firmeza nos cabeceios e um chute forte de perna esquerda. Em 1987, foi o maior artilheiro estadual do Brasil, recuperando a imagem de quem não havia triunfado em clubes sulistas, declarando na ocasião que "o Sul não é nada do que a gente pensa. Às vezes, é melhor jogar numa grande equipe do Norte".

## Carreira

### Antes do futebol paraense
Nascido no estado de Santa Catarina, sendo descendente de alemães, Cabinho começou na Caçadorense, de sua cidade natal. Estreou no time principal em 1978, marcando dois gols no campeonato catarinense daquele ano. Rumou inicialmente ao Novo Hamburgo e em 1979, passou ao Velo Clube, marcando um gol no campeonato paulista daquele ano pela equipe de Rio Claro.
Cabinho voltou a seu Estado em 1980, quando defendeu o Blumenau - que na época ainda chamava-se Palmeiras, mudando de nome no decorrer do campeonato. Curiosamente, seu primeiro gol pelo novo time foi diante de um adversário chamado Paysandu, em derrota de 3–1 para o time de Brusque. Foram ao todo nove gols no estadual, incluindo em duelos contra Figueirense (um cada em dois empates em 1–1), Chapecoense (um em empate em 2–2) e o1utro em vitória por 3–0 sobre o campeão Joinville, que naqueles anos emendaria um octacampeonato seguido na competição.
Em 1981, o atacante voltou ao Velo Clube, disputando a segunda divisão estadual e chegando a integrar naquele ano a seleção paulista juvenil, pela qual marcou um gol em vitória por 2–0 sobre a Coreia do Sul. Em seu retorno ao Velo, marcou em somente dois jogos; mas terminou descoberto pelo Paysandu, em contratação considerada um "lance de muita sorte". Dez dias após marcar seus últimos dois gols pelo Velo, ambos em vitória por 2–1 em amistoso com o Lemense em 8 de fevereiro de 1982, marcava seu primeiro gol pela equipe paraense, em pleno Brasileirão daquele ano.

### Primeira passagem pelo Paysandu
O clube alviazul procurava um substituto para o ídolo Chico Spina quando contratou Cabinho. Ele marcou quatro gols no Brasileirão de 1982, entre 18 de fevereiro (vitória por 3–1 no América de Natal) e 20 de março (empate em 1–1 com o XV de Jaú). Contudo, não evitou a eliminação na partida seguinte, em derrota para Sport na segunda fase de grupos - a equipe pernambucana avançou às oitavas-de-final.
O campeonato paraense daquele ano começou em julho. Em amistosos preparatórios, Cabinho destacou-se especialmente por três gols em vitória por 4–2 sobre o Pinheirense. No estadual, foram treze gols, incluindo em dois clássicos com a Tuna Luso (um em vitória por 2–1 e o único de um 1–0) e outro em empate em 1–1 no Re-Pa, no jogo de ida da finalíssima. Cabinho foi o artilheiro do campeonato, mas não necessariamente o protagonista na visão da torcida e mídia, que considerou como maior destaque dos campeões o meio-campista Mesquita, retirado do rival Remo, onde era ídolo mas andava desmotivado. Cabinho inclusive chegou a ser vaiado em parte da temporada.
No ano de 1983, embora tenha chegado a marcar gol no campeão Flamengo pelo Brasileirão daquele ano, Cabinho não foi tão bem. Marcou somente três gols pelo estadual daquele ano, vencido pela Tuna Luso, que não era campeã havia treze anos. O atacante só marcou em um clássico, em Re-Pa amistoso. Chegou a ser emprestado à Desportiva Capixaba naquele ano.
Já em 1984 o catarinense enfim retomou um bom desempenho com regularidade no "Papão". Foram 21 gols no vitorioso estadual de 1984, rendendo-lhe nova artilharia da competição. O melhor jogador segundo a crônica esportiva local foi o colega Charles Guerreiro, mas Cabinho foi melhor reconhecido, eleito o melhor centroavante. Em contraste, desta vez o time é que era contestado, apesar do título; a equipe não apresentava um bom futebol, chegando a ser vaiada, em especial no primeiro turno - vencido pela Tuna após vitória cruzmaltina de 3–0 no clássico com o Paysandu. Os alviazuis, nessa fase do campeonato, já havia sido derrotados pelos tunantes por 2–1 (com Cabinho descontando) e também no Re-Pa, por 1–0.
Mas na segunda fase, a equipe evoluiu. Ganhou o primeiro jogo por 5–0, com Cabinho marcando duas vezes sobre o Tiradentes; o segundo por 6–0, sobre o Pinheirense, com outros três de Cabinho; e teve desempenho invicto nos clássicos, batendo o Remo por 2–1 (Cabinho marcou) e a Tuna duas vezes por 1–0 - na segunda, o resultado garantiu ao "Papão" o título do segundo turno, forçando uma finalíssima em jogo único com a Tuna. O único gol da ocasião foi de Cabinho, convertendo um pênalti.
O bom desempenho foi mantido no estadual de 1985, com o "Papão" sofrendo somente uma derrota em 19 partidas, nas quais venceu quinze. Na campanha, ele chegou a marcar os três gols alviazuis em vitória por 3–2, sobre o Pinheirense, e outros quatro em 6–0 sobre a mesma equipe; além do único em vitória por 1–0 no clássico com a Tuna, na época uma potência - além dos bons desempenhos domésticos, a rival foi campeã da segunda divisão brasileira daquele ano, façanha então inédita no futebol paraense. O artilheiro do campeonato foi o remista Dadinho, com 18 gols, mas Cabinho marcou quinze, prejudicado ao ausentar-se de muitas partidas em decorrência de uma lesão.
O sucesso no Pará levou Cabinho de volta ao futebol paulista, contratado pela Ponte Preta. Não chegou a marcar gols pela equipe de Campinas, mas foi contratado a peso de ouro pelo Ferroviário, que buscava um substituto ao ídolo Luís Alberto Duarte dos Santos. Porém, não fez sucesso no Ceará, marcando um único gol em oito partidas, e em derrota de 3–2 para o Icasa. Depois, também esteve naquele ano no CSA, sem ter gols registrados pela equipe alagoana.

### Segunda passagem pelo Paysandu
Sem a artilharia de Cabinho, o Paysandu vira o rival Remo ser campeão estadual de 1986 após seis anos de jejum. A reação contratar, além do novato treinador Givanildo Oliveira, em seu primeiro trabalho no futebol paraense, o ídolo catarinense - e, curiosamente, Luís Alberto Duarte dos Santos, meia-armador de um trio ofensivo que Cabinho formou com Miguelzinho e a revelação Edil. O "Papão" foi campeão invicto, com Cabinho reestreando com bastante vigor: fez três gols na primeira rodada, em vitória de 4–0 sobre o Independente, enquanto na segunda fez os quatro gols alviazuis em um 4–1 sobre o Sport Belém.
Na sequência, Cabinho também marcou em especial os três gols do "Papão" em um 3–1 no Izabelense (quinta rodada) e o segundo do 2–1 no clássico com a Tuna, ainda pelo primeiro turno. No segundo, destacou-se sobretudo no 4–2 sobre o Pinheirense (dois gols) e em novo duelo com a Tuna, vencido por 3–2 com um gol do centroavante. Foram ao todo 24 gols, que deram a Cabinho, além de nova artilharia no campeonato, também a artilharia máxima naquele ano entre todos os estaduais do Brasil.
Em 1987, Cabinho também estreou pela seleção paraense, que não era reunida havia nove anos. Esteve nas duas partidas contra o Amazonas pelo Campeonato Brasileiro de Seleções Estaduais. Cada equipe venceu a outra por 1–0 em casa, com Cabinho marcando o da vitória do Pará. Porém, no sorteio, os amazonenses terminaram favorecidos. O bom desempenho do atacante o devolveu ao futebol paulista, contratado por 3 milhões de cruzados pela Portuguesa.

### Campeão pela Tuna Luso
Cabinho não conseguiu se destacar na  Portuguesa, não marcando nenhum gol pelos rubroverdes. Em 1988, o time do Canindé emprestou o atacante de volta ao Pará, mas para defender a Tuna Luso, o clube local da colônia lusitana. A "Águia" fez campanha brilhante, com uma só derrota em 25 partidas, concorrendo contra o próprio Paysandu pelo título, que não se encerraria em 1988: a disputa se estendeu aos tribunais da justiça desportiva e da justiça comum, e somente em dezembro de 1992 a Federação Paraense de Futebol homologou a conquista cruzmaltina.
Na campanha, Cabinho marcou dez vezes, três abaixo do colega Luís Carlos, que terminou na artilharia da competição. Aquele título estadual, o décimo do clube, segue sendo o último dos tunantes na competição. Na campanha, Cabinho marcou tanto no clássico com o Remo (em 2–2) como contra o Paysandu (1–1).
Após o título, ele voltou à Região Sul, para defender o Pinheiros, antes da equipe curitibana originar em 1989 o atual Paraná Clube.

### Fim de carreira: Paysandu, Tuna e interior do Sul
Cabinho voltou ao Paysandu em 1990, marcando dez vezes pelo estadual daquele ano, em que reeditou o trio de 1987 com Miguelzinho e Edil, o artilheiro do campeonato, com três gols a mais. Na campanha, Cabinho marcou três vezes no clássico com a Tuna Luso, um em vitória por 2–1 e dois em triunfo de 3–0. Inicialmente, o "Papão" começou melhor naquela competição, chegando a vencer por 3–0 o Re-Pa, resultado rendeu a demissão do então técnico remista Armando Bracalli, substituído por Paulinho de Almeida.
Posteriormente, o Remo venceria o segundo turno do estadual, mas o "Papão" venceu o terceiro, após um 0–0 no clássico. O regulamento previa então finais entre as duas equipes, com o Paysandu tendo o benefício de dois empates. Contudo, o rival reverteu a vantagem após vencer a primeira decisão por 1–0, em tarde na qual Cabinho terminou expulso. Na segunda, os azulinos seguraram o 0–0 e sagraram-se campeões, em agosto.
Em 1991, Cabinho voltou à Tuna, ausentando-se assim do título do Paysandu na segunda divisão brasileira de 1991, conquistado no primeiro semestre. Como tunante, marcando seis vezes no estadual daquele ano, metade delas em vitória de 5–0 sobre o Pinheirense. O torneio encerrou-se em novembro, com novo título do Remo. Em março, os cruzmaltinos iniciaram a campanha campeã da terceira divisão brasileira de 1992, mas já sem o catarinense.
Cabinho, ainda em 1991, migrou ao futebol do interior gaúcho, encerrando a carreira em 1995 após passar pelo Ypiranga de Erechim, o Guarani de Venâncio Aires, o São Luiz de Ijuí e o Brasil de Pelotas antes de parar de jogar em retorno a Santa Catarina, pelo Atlético Hermann Aichinger.

### Após parar
Cabinho tentou por cinco anos sedimentar carreira de técnico, mas desiludiu-se com o futebol, praticado apenas em recreação com amigos; atualmente, sustenta-se administrando um posto de combustíveis em trecho da BR-163 no Estado do Mato Grosso.
O ex-jogador segue como quinto maior artilheiro do Paysandu, com 127 gols. É o maior artilheiro desde a década de 1980: acima dele estão o recordista Bené (249, entre 1966 e 1974), Hélio (237, entre 1941 e 1953), Quarenta (208, entre 1927 e 1945) e Carlos Alberto "Urubu" (130, entre 1955 e 1964). Seis dos seus gols foram no clássico Re-Pa.

## Títulos

### Paysandu
- Campeonato Paraense: 1982, 1984, 1985 e 1987

### Tuna Luso
- Campeonato Paraense: 1988

### Individual
- Artilharia do  Campeonato Paraense: 1982 (14 gols), 1984 (21 gols) e 1987 (24 gols)[9]